# Parandak
Parandak está ubicado en el centro de la ciudad de Zarandieh con una población de 6886 personas a 65 km de Teherán.
Parandak tiene una ciudad industrial con jardines de pistachos.